# Pleurobema rubrum
Pleurobema rubrum é uma espécie de bivalve da família Unionidae.
É endémica dos Estados Unidos da América.